# Michael Jeismann
Michael Jeismann (* 2. September 1958 in Münster) ist ein deutscher Historiker und Journalist.

## Leben und Wirken
Jeismann studierte Geschichte und Germanistik in Münster und Bielefeld. 1991 wurde er von Reinhart Koselleck an der Universität Bielefeld mit der Dissertation Das Vaterland der Feinde. Studien zum nationalen Feindbegriff und Selbstverständnis in Deutschland und Frankreich 1792–1918 promoviert und arbeitete danach am Georg-Eckert-Institut für Internationale Schulbuchforschung in Braunschweig. Anschließend war er Mitarbeiter von Reinhart Koselleck im Sonderforschungsbereich „Bürgertum“ an der Universität Bielefeld und mit dem Vergleich deutscher und französischer Kriegerdenkmäler von 1870/71 bis 1918 befasst. Von 1993 bis 2006 war er Redakteur und stellvertretender Feuilletonchef der Frankfurter Allgemeinen Zeitung. 2003 habilitierte er sich an der Universität Basel und ist seit 2009 außerplanmäßiger Professor für Neuere und Neueste Geschichte an der Universität Tübingen, seit 2010 an der Humboldt-Universität zu Berlin. Von September 2008 bis Februar 2012 leitete er die Abteilung „Kommunikation und Internet“ des Goethe-Instituts, danach wurde er Direktor des Goethe-Instituts in der senegalesischen Hauptstadt Dakar. Heute lebt er in Leipzig.
Jeismann forscht zum Nationsbegriff, zu den deutsch-französischen Beziehungen, zur Erinnerungskultur sowie zur Geschichte transkultureller Paare. 2004 wurde ihm der Jean-Améry-Preis verliehen.
Im Wintersemester 2020/21 war Jeismann Fellow des Direktors und der Stadt Wien am IFK Wien.

## Publikationen (Auswahl)
- Das Vaterland der Feinde. Studien zum nationalen Feindbegriff und Selbstverständnis in Deutschland und Frankreich 1792–1918, Stuttgart 1992. ISBN 3-608-91374-2. Französische Übersetzung: La patrie de l'ennemi. La notion d'ennemi national et la représentation de la nation en Allemagne et en France de 1792 à 1918. Trad. coordonnée par Dominique Lassaigne, Paris 1997.
- Hrsg. mit Henning Ritter: Grenzfälle. Über neuen und alten Nationalismus, Leipzig 1993. ISBN 3-379-01466-4
- Hrsg. mit Reinhart Koselleck: Der politische Totenkult. Kriegerdenkmäler in der Moderne, München 1994. ISBN 3-7705-2882-4.
- Hrsg. Obsessionen. Beherrschende Gedanken im wissenschaftlichen Zeitalter, Frankfurt am Main 1995, ISBN 3-518-11902-8.
- Hrsg. Das Jahrtausend, 11 Bde., München 2000. ISBN 3-406-45611-1.
- Auf Wiedersehen Gestern. Die deutsche Vergangenheit und die Politik von morgen, Stuttgart, München 2001. ISBN 3-421-05495-9.
- Hrsg. Mauerreise. Expeditionen in geteilte Länder, Göttingen 2010. ISBN 978-3-86930-084-9.
- Die Freiheit der Liebe. Paare zwischen zwei Kulturen. Eine Weltgeschichte bis heute, München 2019. ISBN 3-446-26401-9.